# ズルファミ・アリフィン
ムハンマド・ズルファミ・ビン・モフド・アリフィン（Muhammad Zulfahmi bin Mohd Arifin、1991年10月5日 - ）は、シンガポール出身の同国代表サッカー選手。ポジションはミッドフィールダー。

## 経歴
ズルファミはSリーグのヤング・ライオンズでプロとしてのキャリアを始めた。2シーズンを同チームで過ごした後に、マレーシア・スーパーリーグ所属のシンガポール・ライオンズXIIに移籍した。
移籍後の6試合は出場機会がなく2013年2月16日のパハンFA戦で初出場を果たした。しかしその後は交通事故に遭い一ヶ月出場不能になった。その後は、控えとしてではあるものの、出場機会を得て同年のリーグを終えている。
ゲームを組み立てる能力を始めとした彼のポテンシャルは2014年の始めの6試合への出場で認められたものの、低調なパフォーマンスからその後の3試合ではフィルダウス・カスマンの控えとなった。その次の3月22日の試合には出場し、フリーキックからセランゴールFA相手に同チームでの初得点を挙げた。
シンガポール・ライオンズの解散を受け、2016年にホーム・ユナイテッドFCに移籍。2017年にはホウガン・ユナイテッドFCに移籍した。2017年12月18日、タイ・リーグ1のチョンブリーFCに移籍した。
2019年シーズンはホウガン・ユナイテッドに復帰してプレーした。
2019年12月27日にスパンブリーFCと1年契約を結んでタイ・リーグ1に復帰。

## 代表歴
ズルファミがシンガポール代表に呼ばれたのは2011年8月24日のタイ代表との親善試合が最初である。2012 AFFスズキカップの際にも代表として呼ばれたものの、活躍の機会は無かった。
初出場を果たした2013年10月10日のラオス代表戦ではハンドをしている。
ハリス・ハルンと共に、監督のベルンド・スタンジには将来のシンガポール代表の中盤を担う選手として期待されている。

## 個人成績

### クラブ
2014年3月22日現在
| 国内大会個人成績 | 国内大会個人成績 | 国内大会個人成績 | 国内大会個人成績 | 国内大会個人成績 | 国内大会個人成績 | 国内大会個人成績 | 国内大会個人成績 | 国内大会個人成績 | 国内大会個人成績 | 国内大会個人成績 | 国内大会個人成績 |
| 年度             | クラブ           | 背番号           | リーグ           | リーグ戦         | リーグ戦         | リーグ杯         | リーグ杯         | オープン杯       | オープン杯       | 期間通算         | 期間通算         |
| 年度             | クラブ           | 背番号           | リーグ           | 出場             | 得点             | 出場             | 得点             | 出場             | 得点             | 出場             | 得点             |
| シンガポール     | シンガポール     | シンガポール     | シンガポール     | リーグ戦         | リーグ戦         | リーグ杯         | リーグ杯         | シンガポール杯   | シンガポール杯   | 期間通算         | 期間通算         |
| ---------------- | ---------------- | ---------------- | ---------------- | ---------------- | ---------------- | ---------------- | ---------------- | ---------------- | ---------------- | ---------------- | ---------------- |
| 2010             | Yライオンズ      |                  | Sリーグ          | 12               | 0                | -                | -                | 2                | 0                | 14               | 0                |
| 2011             | Yライオンズ      |                  | Sリーグ          | 23               | 1                | -                | -                | -                | -                | 23               | 1                |
| 2012             | Yライオンズ      |                  | Sリーグ          | 11               | 0                | 2                | 0                | -                | -                | 13               | 0                |
| マレーシア       | マレーシア       | マレーシア       | マレーシア       | リーグ戦         | リーグ戦         | マレーシア杯     | マレーシア杯     | FA杯             | FA杯             | 期間通算         | 期間通算         |
| 2013             | Sライオンズ      |                  | スーパー         | 5                | 0                | 3                | 0                | 0                | 0                | 8                | 0                |
| 2014             | Sライオンズ      |                  | スーパー         | 7                | 1                | 0                | 0                | 2                | 0                | 9                | 1                |
| 通算             | シンガポール     | シンガポール     | Sリーグ          | 46               | 1                | 2                | 0                | 2                | 0                | 50               | 1                |
| 通算             | マレーシア       | マレーシア       | スーパー         | 12               | 1                | 3                | 0                | 2                | 0                | 17               | 1                |
| 総通算           | 総通算           | 総通算           | 総通算           | 58               | 2                | 5                | 0                | 4                | 0                | 67               | 2                |

### 代表
代表でのゴール
| No | 日附          | 場所                                       | 対戦相手     | 得点 | 結果 | 大会     |
| -- | ------------- | ------------------------------------------ | ------------ | ---- | ---- | -------- |
| 12 | 2010年8月25日 | ヤゴディナ・ヤゴディナ・シティ・スタジアム | FKヤゴディナ | 1-1  | 2–2  | 親善試合 |

## タイトル

### クラブ
シンガポール・ライオンズXII
- マレーシア・スーパーリーグ: 2013

### 代表
シンガポール
- 東南アジアサッカー選手権: 2012